# Якима (окръг)
Вижте пояснителната страница за други значения на Якима.
Окръг Якима (на английски: Yakima County) е окръг в щата Вашингтон, Съединени американски щати. Площта му е 11 168 km², а населението – 250 193 души (2017). Административен център е град Якима.

## Градове
- Грандвю
- Мабтън
- Мокси
- Начис
- Тайътън
- Юниън Гап